# キム・ギドク
キム・ギドク （金 基德、김기덕、1960年12月20日 - 2020年12月11日） は、韓国の映画監督、脚本家、映画プロデューサー。
『大怪獣ヨンガリ』（1967年）などを監督した、同じく映画監督のキム・ギドクとは同姓同名の別人である。

## 経歴
慶尚北道奉化郡生まれ。17歳から工場で働き始め、20歳で海兵隊に志願。5年間を軍隊で過ごし、周囲から軍人体質と言われるほど軍隊生活に適応していた。1990年、絵画の勉強のためにフランスへ渡った。パリで観たジョナサン・デミの『羊たちの沈黙』（1991年）やレオス・カラックスの『ポンヌフの恋人』（1991年）に感銘を受け、映像表現を志すようになり、帰国後、脚本の執筆に没頭。1996年、低予算映画『鰐〜ワニ〜』で映画監督としてデビューした。
2000年の『魚と寝る女』と2001年の『受取人不明』がヴェネツィア国際映画祭のコンペティション部門に出品され、ヨーロッパを中心に評価が高まった。2001年の『悪い男』はソウルだけで30万人を動員するヒットを記録し、翌2002年の第52回ベルリン国際映画祭のコンペティション部門に出品された。同年には、『悪い男』に触発されたチャン・ドンゴンの希望を受け、チャンの主演で『コースト・ガード』を監督した。2003年の『春夏秋冬そして春』は、韓国映画界最高の栄誉でもある大鐘賞と青龍賞の作品賞を受賞し、全米では韓国映画史上最大のヒット作となった。2004年には『サマリア』が第54回ベルリン国際映画祭で銀熊賞 （監督賞）、『うつせみ』が第61回ヴェネツィア国際映画祭で銀獅子賞（監督賞）を受賞した。その後も『弓』（2005年）や『絶対の愛』（2006年）、『ブレス』（2007年）といった作品を発表。しかし2008年の『悲夢』の撮影中、自殺未遂シーンを演じていた女優が実際に命を落としかける事故が起きたことにショックを受けて映画製作が困難な状態に陥り、以後3年間は寒村の山小屋で隠遁生活を送った。
2011年、隠遁生活中の自身の姿を映したドキュメンタリー『アリラン』を発表、第64回カンヌ国際映画祭のある視点部門作品賞を受賞した。翌2012年には『嘆きのピエタ』が第69回ヴェネツィア国際映画祭で金獅子賞を受賞した。
2018年以降は、後述の性的暴行疑惑により韓国での公開が控えていた『人間の時間』の商業上映が無期限延期になるなど、韓国映画界では事実上の追放状態となったため、活動の拠点をロシア連邦やキルギスなどの旧ソ連地域へと移した。キルギスでは現地の評論家がキムの生活費を援助し、またカザフスタン政府から映画製作の資金援助を受け、2019年にカザフスタンで製作した作品が公開されている。
2020年、キムはラトビアのリゾート地であるユールマラに自宅を購入して移住する計画を立て、同年11月20日から同地を訪問していたが、現地で新型コロナウイルス感染症に感染し首都のリガの病院に収容されたのち、12月11日に死去した。59歳没。キムの関係者によると、キムは腎不全の基礎疾患があったため、よりよい治療ができる他国の病院へと移す手段を、ドキュメンタリー映画監督のヴィタリー・マンスキーら現地の知人が調べている最中であった。
2019年夏にキルギスで撮影され遺作となった作品は、キムの死後に友人や仕事仲間の手によって完成し、2022年9月の第79回ヴェネツィア国際映画祭にて『Kõne taevast』（英題：Call of God）のタイトルで上映された。

## スキャンダル
2017年、キムは『メビウス』に出演予定だった女優から告訴された。訴えによれば、キムは撮影中にこの女優に対して頬を殴るなどの暴力を振るったうえ、予定になかったベッドシーンを強要し、この女優は作品を降板した。キムは、「役作りのために必要だったことで暴力ではありません」と主張したが、裁判所は暴力があったことを認めて罰金500万ウォンの略式命令を下した。
しかしその後、#MeTooの運動が韓国にも広まった2018年3月、韓国の文化放送の番組『PD手帳』に出演した2人の女優が、キムからセクシャルハラスメントや性的暴行を繰り返し受けたと訴えた。キムは番組が報じた内容を否定し、逆に女優2人や番組関係者を名誉毀損などで告訴したが、2020年10月に出された判決で敗訴した。翌11月に控訴したが、死後の2021年11月に結審した控訴審でも敗訴した。

## フィルモグラフィー

### 監督
全ての監督作品において脚本も担当。
| タイトル               | 年   | 原題                           | 備考                                                            |
| ---------------------- | ---- | ------------------------------ | --------------------------------------------------------------- |
| 鰐〜ワニ〜             | 1996 | 악어                           |                                                                 |
| ワイルド・アニマル     | 1997 | 야생동물 보호구역              |                                                                 |
| 悪い女〜青い門〜       | 1998 | 파란 대문                      |                                                                 |
| 魚と寝る女             | 2000 | 섬                             |                                                                 |
| リアル・フィクション   | 2000 | 실제 상황                      | オムニバス作品の「総監督」を務めている                          |
| 受取人不明             | 2001 | 수취인불명                     |                                                                 |
| 悪い男                 | 2001 | 나쁜 남자                      |                                                                 |
| コースト・ガード       | 2002 | 해안선                         |                                                                 |
| 春夏秋冬そして春       | 2003 | 봄, 여름, 가을, 겨울 그리고 봄 | 青龍賞作品賞 大鐘賞作品賞 アカデミー賞外国語映画賞韓国代表      |
| サマリア               | 2004 | 사마리아                       | ベルリン国際映画祭監督賞                                        |
| うつせみ               | 2004 | 빈집                           | ヴェネツィア国際映画祭監督賞                                    |
| 弓                     | 2005 | 활                             |                                                                 |
| 絶対の愛               | 2006 | 시간                           |                                                                 |
| ブレス                 | 2007 | 숨                             |                                                                 |
| 悲夢                   | 2008 | 비몽                           |                                                                 |
| アリラン               | 2011 | 아리랑                         | ドキュメンタリー作品 カンヌ国際映画祭ある視点部門作品賞         |
| -                      | 2011 | 아멘                           | 日本未公開                                                      |
| 嘆きのピエタ           | 2012 | 피에타                         | ヴェネツイア国際映画祭金獅子賞 アカデミー賞外国語映画賞韓国代表 |
| メビウス               | 2013 | 뫼비우스                       |                                                                 |
| 殺されたミンジュ       | 2014 | 일대일                         |                                                                 |
| STOP                   | 2015 | 스톱                           | 日韓合作、全編日本語作品                                        |
| The NET 網に囚われた男 | 2016 | 그물                           |                                                                 |
| 人間の時間             | 2018 | 인간, 공간, 시간 그리고 인간   |                                                                 |
| -                      | 2019 | 딘                             | カザフスタンで製作・撮影、ロシア語作品 日本未公開               |
| -                      | 2022 | Kõne taevast                   | キルギスで製作・撮影、ロシア語・キルギス語作品 日本未公開       |

### 脚本・製作
- ビューティフル 아름답다（2008年）原作、製作（チョン・ジェホン監督）
- 映画は映画だ 영화는 영화다 (2008年）脚本、製作、投資（チャン・フン監督）
- プンサンケ 풍산개 (2011年）脚本、製作総指揮、投資（チョン・ジェホン監督）
- レッド・ファミリー 붉은 가족 (2013年）脚本、製作、編集（イ・ジュヒョン監督）
- 俳優は俳優だ 배우는 배우다 (2013年）脚本、製作（シン・ヨンシク監督）
- 鰻の男 MADE IN CHINA (2015年）脚本、製作総指揮（キム・ドンフ監督）
- フォークレーン 포크레인 (2017年）脚本、製作（イ・ジュヒョン監督）

## 受賞歴
- 2000年 第57回ヴェネツィア国際映画祭アジア映画賞選外佳作（『魚と寝る女』）
- 2001年 ブリュッセル国際ファンタスティック映画祭金の大鴉賞（『魚と寝る女』）
- 2001年 ポルト国際映画祭審査員特別賞（『魚と寝る女』）
- 2001年 韓国映画評論家協会賞脚本賞（『受取人不明』）
- 2001年 福岡アジア映画祭グランプリ（『悪い男』）
- 2002年 シッチェス・カタロニア国際映画祭オリエント急行賞（『悪い男』）
- 2003年 カルロヴィ・ヴァリ国際映画祭国際映画批評家連盟賞、アジア映画賞、カルロヴィ・ヴァリ・タウン賞（『コースト・ガード』）
- 2003年 ロカルノ国際映画祭ドン・キホーテ賞、アジア映画賞、青年審査員賞、CICAE賞（『春夏秋冬そして春』）
- 2003年 サン・セバスティアン国際映画祭観客賞（『春夏秋冬そして春』）
- 2003年 青龍賞作品賞（『春夏秋冬そして春』）
- 2004年 大鐘賞作品賞（『春夏秋冬そして春』）
- 2004年 第54回ベルリン国際映画祭銀熊賞 （監督賞）（『サマリア』）
- 2004年 第61回ヴェネツィア国際映画祭銀獅子賞 （監督賞）、国際映画批評家連盟賞（『うつせみ』）
- 2004年 バリャドリッド国際映画祭金のスパイク賞（『うつせみ』）
- 2004年 韓国映画評論家協会賞脚本賞（『うつせみ』）
- 2005年 アルゼンチン映画批評家協会賞外国作品賞（『春夏秋冬そして春』）
- 2005年 国際映画批評家連盟賞年間最優秀賞（『うつせみ』）
- 2011年 第64回カンヌ国際映画祭ある視点賞（『アリラン』）
- 2012年 第69回ヴェネツィア国際映画祭金獅子賞（『嘆きのピエタ』）